# Ernest Garcia Lledó
Ernest Garcia Lledó (Xàtiva, la Costera, 21 d'abril de 1965) és un pintor valencià. Va estudiar a la Facultat de Sant Carles de la Universitat Politècnica de València i es va llicenciar en Belles Arts en l'especialitat de dibuix. Va cursar també estudis d'electrografia, Copy‑Art i Art efímer. Exerceix com a professor d'ensenyament secudari en l'especialitat de dibuix a l'IES Josep de Ribera, de Xàtiva.
Ha exposat en centres culturals i galeries de Madrid, València, Xàtiva, Burjassot, Quart de Poblet, Ontinyent, Alzira i Benidorm d'entre altres. A més a més, ha estat present en exposicions col·lectives molt significatives com ara el XIV Saló de Primavera València (1987), la I Biennal de Copy‑Art a l'ambaixada espanyola de París (1989), la I Biennal Internacional Terra d'Aqua a Vercelli (Itàlia, 1996), la de Tiringham Art Gallery a Boston (Massachusetts, EUA), i la de Ritha Sol Gallery a Santa Fe (Nou Mèxic, EUA), totes dues l'any 1999, la d'obra gràfica a la Biblioteca Nacional d'Espanya (Madrid, 2002) i d'altres. També ha exposat en el Centre Cultural Nou d'Octubre, de València, en un homenatge a Vicent Andrés i Estellés.
Té obra adquirida per la Biblioteca Nacional i també, en exposició permanent, per la Catedral de València, per la Col·legiata de Xàtiva, així com per diversos ajuntaments i col·leccions privades. Ha obtingut, entre altres premis i mencions, el de pintura de la Fira d'Agost de Xàtiva, el del Rotary Club de Xàtiva, o el Diez de Arte de València. Com a gravador ha col·laborat en carpetes com ara 650 Aniversari del Títol Xàtiva Ciutat (1999), Escoles en Valencià (2001), Tirant a Blanc (2005) i Crema de Xàtiva 1707-2007.
És membre del grup TAB (Tirant a Blanc).